# Gegenstelle
Eine Gegenstelle ist in der Nachrichtentechnik ein Gerät, das mit kompatiblen anderen Geräten kommunizieren kann.
Dabei werden auf identischen Übertragungskanälen innerhalb eines Kommunikationssystems, meist über mehrere Vermittlungsstellen, Signale versendet. Dieser Austausch kann, muss jedoch nicht wechselseitig geschehen (Beispiel für diese Einseitigkeit: eine Gegenstelle sendet nur, die andere empfängt nur). Gegenstellen werden in sehr vielen Systemen verwendet, zum Beispiel im Funk, in der Telekommunikation und in der Datenfernübertragung. Sehr oft findet jedoch ein Datenaustausch statt, teilweise quittiert der Empfänger auch nur eine Sendung.
Beispiele:
- Das Internet ist nur mit einer Gegenstelle nutzbar. Sie kommuniziert im Netzwerkprotokoll TCP/IP mit Servern oder Computern (Nachrichtenverbindung).
- Funkgeräte benötigen immer eine Gegenstelle, um ihren Zweck – den Funkverkehr – zu erfüllen; Dabei haben die Gegenstellen, beispielsweise eine Funkstation, fast immer einen Funkrufnamen.
- Wählleitungen in der Telekommunikation sind ohne Gegenstelle nutzlos.
- Gegensprechanlagen haben ebenfalls mindestens eine Gegenstelle.

## Abgrenzung
Die Gegenstelle ist nicht mit dem Funkmodus Gegensprechen (gegenteilig zum Wechselsprechen) zu verwechseln. Das Gegensprechen ist der Wechsel des Sendens und Empfanges von Gegenstellen, der nicht zeitgleich geschieht.